# گاما ماهی طلایی
گاما ماهی طلایی یک ستاره است که در صورت فلکی ماهی زرین قرار دارد.